# Dryocampa rubicunda
Ngài cây thích hồng (Dryocampa rubicunda) là một loài bướm đêm Bắc Mỹ thuộc họ Saturniidae. Con đực có sải cành dài 32–44 mm; con cái là 40–50 mm. Chúng có chân màu hơi đỏ đến hồng và có râu, thân và cánh sau màu vàng.

## Vòng đời

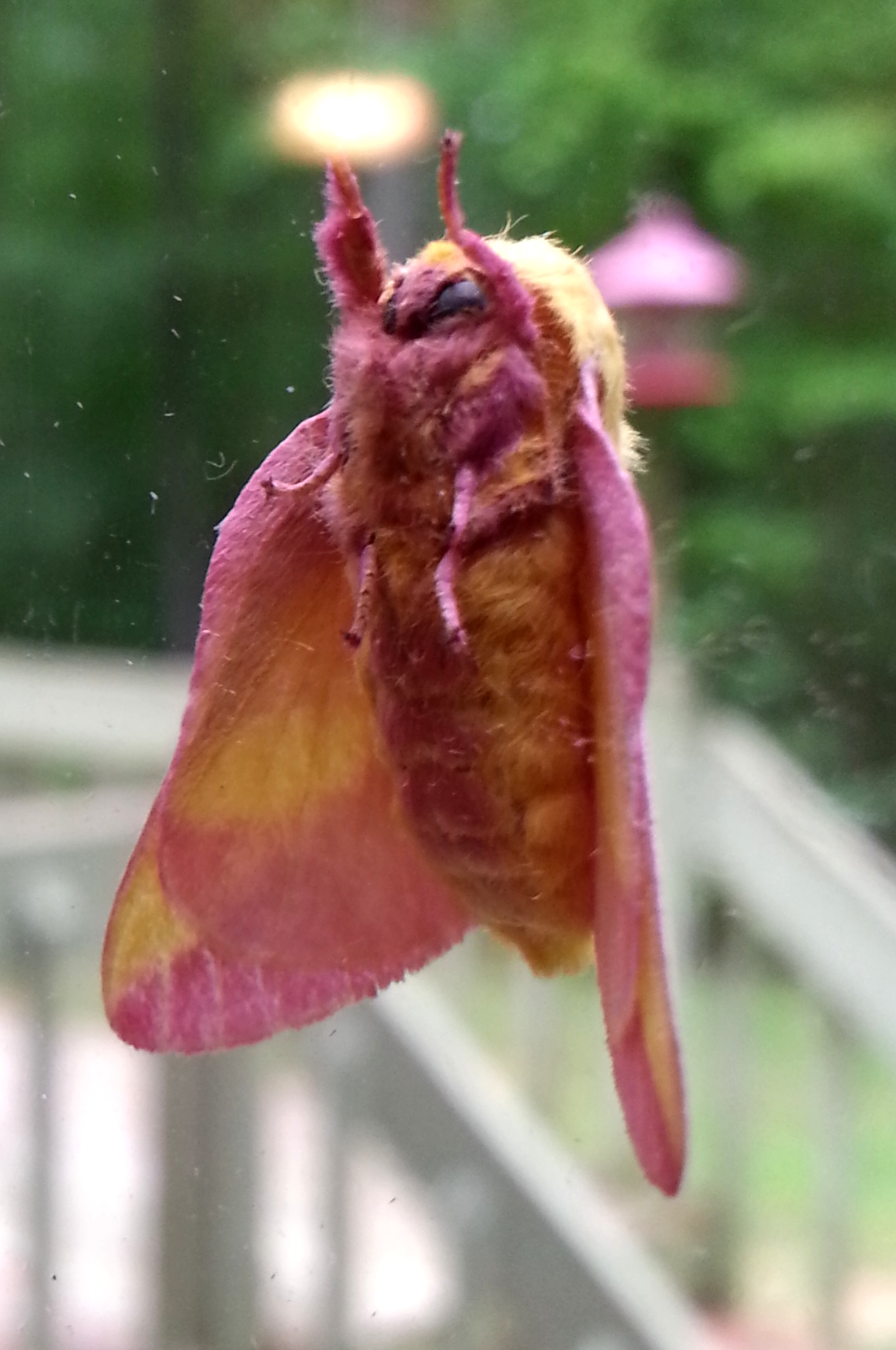

Con cái đẻ trứng màu vàng nhạt theo cụm từ 20-30 trên mặt dưới của lá cây thích. Sau khoảng hai tuần, trứng nở thành bầy sâu bướm nhỏ sống thành bầy. Chúng sẽ vẫn sống theo bầy tới giai đoạn thứ ba, nhưng hai đoạn cuối chúng sống đơn độc. Ấu trùng gần trưởng thành có màu xanh lục sáng với đường bên màu đen đầu đỏ và đạt đến độ dài khoảng 55 mm. Khi đã sẵn sàng, chúng leo xuống đưới cây chủ và hóa nhộng. Kén rất tối, dài, và có gai nhỏ. Ngài trưởng thành thường sống về đêm, chúng thường bay suốt ba đêm đầu. Con cái phát ra kích thích tố vào ban đêm và thu hút con đực có râu để phát hiện kích thích tố.